# Phytomyza latifrons
Phytomyza latifrons este o specie de muște din genul Phytomyza, familia Agromyzidae, descrisă de Spencer în anul 1986.
Este endemică în Colorado. Conform Catalogue of Life specia Phytomyza latifrons nu are subspecii cunoscute.